# Мой дядюшка
«Мой дядюшка» (фр. Mon Oncle) — комедийный фильм французского режиссера Жака Тати, снятый в 1958 году. Первый из фильмов Тати, выпущенных в цвете.

## Сюжет

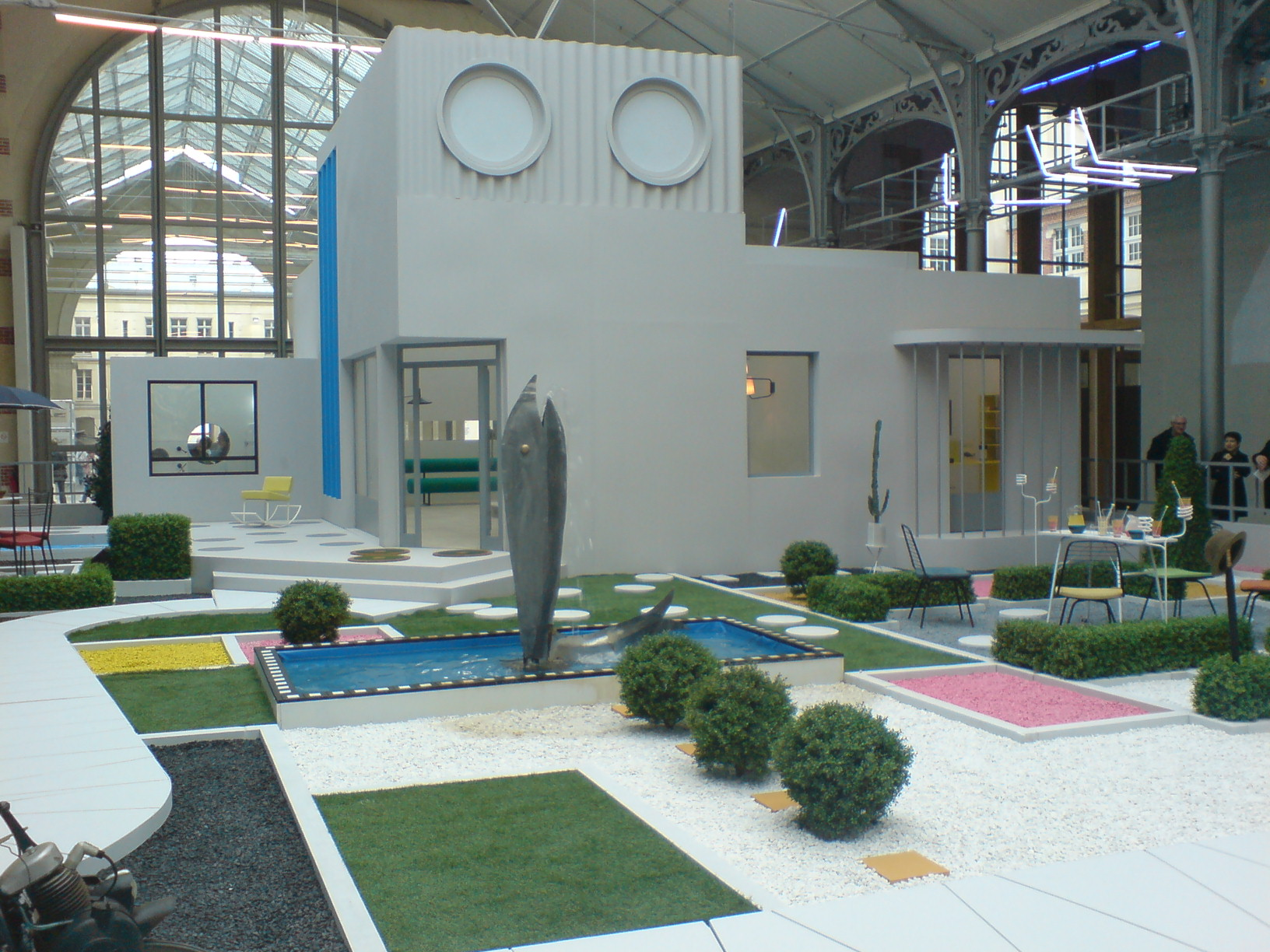
Villa Arpel (2009 replica)

В фильме рассказывается о неуклюжем, но в то же время очаровательном месье Юло и его попытках адаптироваться в послевоенной Франции, увлечённой современной архитектурой, механической эффективностью и потреблением. Как и в большинстве фильмов Тати, «Мой дядюшка» — это в основном визуальная комедия; цвет и освещение используются, чтобы помочь рассказать историю. Диалог там едва слышен и в значительной степени подчинён роли звукового эффекта. Плавающие звуки горячих споров и подшучивания иногда заглушаются другими звуками, например шуршанием одежды или шипением паровой трубы, усиливая комедийный эффект. Сложный саундтрек также использует музыку для характеристики окружающей среды.

## Критика
Во время своего дебюта в 1958 году во Франции некоторые критики осудили «Моего дядюшку» за то, что они рассмотрели в нём реакционное или даже пужадистское представление о формирующемся французском обществе потребления. Однако эта критика вскоре уступила место огромной популярности фильма во Франции и за рубежом — даже в США, где безудержное излишнее потребление и экономический упадок заставили как правых, так и левых поставить под сомнение экономические и социальные ценности эпохи. Фильм стал одним из наиболее успешных для Тати, собрав в общей сложности 4 576 928 зрителей в одной только Франции. Борис Виан отзывался о картине в превосходных тонах, написав, что Жак Тати «несомненно намного больше, чем французский Чаплин».

## Награды
Фильм получил премию «Оскар» как лучший фильм на иностранном языке, а также специальный приз на Каннском кинофестивале 1958 года, премию за лучший фильм Французского синдиката кинокритиков, премию за лучший неанглоязычный кинофильм Нью-Йоркского отделения кинокритиков, премию за лучший зарубежный фильм Объединения испанских киносценаристов.